# Себрионски Двонх, Мара
Мара Себрионски Двонх (англ. Mara Sebrionsky Dvonch, настоящее имя Бесс Саймон, англ. Bess Simon; 1914—2001) — американская скрипачка.
Дочь евреев-эмигрантов из-под Минска, по приезде в США сменивших фамилию, Бесс Саймон взяла своё родовое имя (Себрионски) в качестве сценического псевдонима, позднее присоединив к нему фамилию мужа. В 1932 г. окончила Джульярдскую школу, в 1939 г. стала победительницей Наумбурговского конкурса молодых исполнителей, по итогам которого выступила с сольным концертом в нью-йоркском Town Hall с программой из произведений Тартини, Моцарта и Глазунова, позволив рецензенту «Нью-Йорк Таймс» отметить её «хороший вкус, независимое мышление и личное чувство».
Играла в различных американских оркестрах, в 1960-е гг. была первой скрипкой Американского симфонического оркестра под управлением Леопольда Стоковского, в 1969—1979 гг. вторым концертмейстером Питсбургского симфонического оркестра при Уильяме Стейнберге и Андре Превине. Как ансамблевый музыкант участвовала, в частности, в посмертной премьере Второго струнного квартета Ярослава Ежека (1942).